# Ahmes (egipski skryba)
Ahmes lub Ahmose – egipski skryba, żyjący w XVII wieku p.n.e.
Jest autorem papirusu Rhinda, najstarszej odnalezionej pracy matematycznej. W papirusie znajduje się 85 zadań wraz z rozwiązaniami. Zgodnie z nim pole koła równe jest polu kwadratu o boku równym 8/9 średnicy koła. Według tego wzoru wartość pi wynosiłaby {\displaystyle {\frac {256}{81}}\approx 3{,}16049383.}